# Luzech
 Luzech  (okzitan. Lusèg) ist eine französische Gemeinde mit 1758 Einwohnern (Stand 1. Januar 2022) im Département Lot in der französischen Region Okzitanien.

## Geographie
Die Gemeinde liegt im Quercy zwischen Fumel und Cahors. Der Ort Luzech befindet sich auf einer Landenge von 90 Meter Breite, die der Fluss Lot in einer Schleife umgeht. Der zentrale Platz des Ortes befindet sich auf einem ehemaligen, jetzt zugeschütteten Kanal, der um 1840 zur Abkürzung des Schiffsverkehrs geschaffen wurde.

## Geschichte
Luzech wurde schon in prähistorischer Zeit bewohnt (Höhle Pech de La Nene). Vor der römischen Eroberung, erbauten die Gallier hier ein Oppidum. Ausgrabungen auf dem Hügel von Impernal haben die Überreste von Mauern und Gebäuden der gallischen und römischen Epoche sichtbar gemacht.
Luzech war der Hauptort einer der vier Baronien von Quercy und war vom 11. bis zum frühen 17. Jahrhundert im Besitz der Familie de Luzech. Im Jahre 1188 wurde es von Richard Löwenherz eingenommen, später fällt Luzech in die Hände der Albigenser. Während des Kreuzzuges des frühen 13. Jahrhunderts wurde die Festung von den Kreuzrittern des Simon de Montfort eingenommen und niedergebrannt. Später war der Ort im Besitz von Guillaume de Cardaillac, Bischof von Cahors. Les Chapt de Rastignac, eine Adelsfamilie aus dem Limousin, erbten Luzech im Jahre 1600. Deren Nachkommen, Alfred de la Rochefoucauld, verkauften in der Mitte des 18. Jahrhunderts die Burg an die Stadt.
Zwischen 1869 und 1971 hatte die Stadt einen Bahnhof an der Bahnstrecke Monsempron-Libos–Cahors.

## Bevölkerungsentwicklung
| Jahr                       | 1962 | 1968 | 1975 | 1982 | 1990 | 1999 | 2010 | 2018 |
| Einwohner                  | 1184 | 1286 | 711  | 1526 | 1580 | 1647 | 1679 | 1802 |
| Quellen: Cassini und INSEE |      |      |      |      |      |      |      |      |

## Sehenswürdigkeiten
- Kirche Saint-Pierre, gotisch aus dem 14./15. Jahrhundert mit quadratischem Glockenturm
- Chapelle Saint-Jacques (Jakobskapelle oder Pilgerkapelle)
- Donjon Luzech
- Maison des Consuls (Haus der Konsuln)
- Oppidum Luzech